# Frank Stoker
Frank Owen Stoker, né le 29 mai 1867 à Dublin et décédé le 8 janvier 1939 à Dublin, est un joueur de tennis irlandais.
Il a notamment remporté Wimbledon deux fois en double, en 1890 et 1893, avec Joshua Pim.
Il fut également international de rugby à XV avec l'équipe d'Irlande (5 sélections entre 1896 et 1891).

## Palmarès (partiel)

### Titres en double
|   | Date | Nom et lieu du tournoi       | Cat.      | ($) | Surface      | Partenaire | Finalistes                   | Score                   |
| - | ---- | ---------------------------- | --------- | --- | ------------ | ---------- | ---------------------------- | ----------------------- |
| 1 | 1890 | The Championships, Wimbledon | G. Chelem |     | Herbe (ext.) | Joshua Pim | George Hillyard Ernest Lewis | 6-0, 7-5, 6-4           |
| 2 | 1893 | The Championships, Wimbledon | G. Chelem |     | Herbe (ext.) | Joshua Pim | Harold Barlow Ernest Lewis   | 4-6, 6-3, 6-1, 2-6, 6-0 |

### Finales de double perdues
|   | Date | Nom et lieu du tournoi       | Cat.      | ($) | Surface      | Vainqueurs                        | Partenaire | Score              |
| 1 | 1891 | The Championships, Wimbledon | G. Chelem |     | Herbe (ext.) | Herbert Baddeley Wilfred Baddeley | Joshua Pim | 6-1, 6-3, 1-6, 6-2 |